# Oxford Martin School
Oxford Martin School grundades i juni 2005 som James Martin 21st Century School vid Oxfords universitet i Oxford, England. Institutet har fått sitt namn efter sin välgörare, James Martin, författare till böckerna The Wired Society and The Meaning of the 21st Century. Skolans direktör, professor Ian Goldin, tillträdde i september 2006.
Ett viktigt mål för skolan är att mildra de mest akuta riskerna och förverkliga nya spännande möjligheter för 2000-talet. Med tvärvetenskapliga forskargrupper från hela universitetet, arbetar skolan på kunskapens gränser i fyra områden: hälsa och medicin; energi och miljö; teknologi och samhälle; och etik och styrning.
Med syfte att påverka utanför den akademiska världen, utvecklar skolan även långtgående initiativ, intellektuella program och offentliga evenemang, att samarbeta med nationella och internationella politiska beslutsfattare, företag, studenter och allmänheten.